# Chiaia
Chiaia (o Chiaja) è un quartiere che insieme con i quartieri Posillipo e San Ferdinando forma la municipalità n. 1 del comune di Napoli.
Il quartiere confina a ovest con il quartiere Fuorigrotta, a nord con Vomero, a nord-est con il quartiere Montecalvario, a est con il quartiere San Ferdinando e a ovest con Posillipo; a sud si affaccia sul golfo di Napoli.

## Etimologia

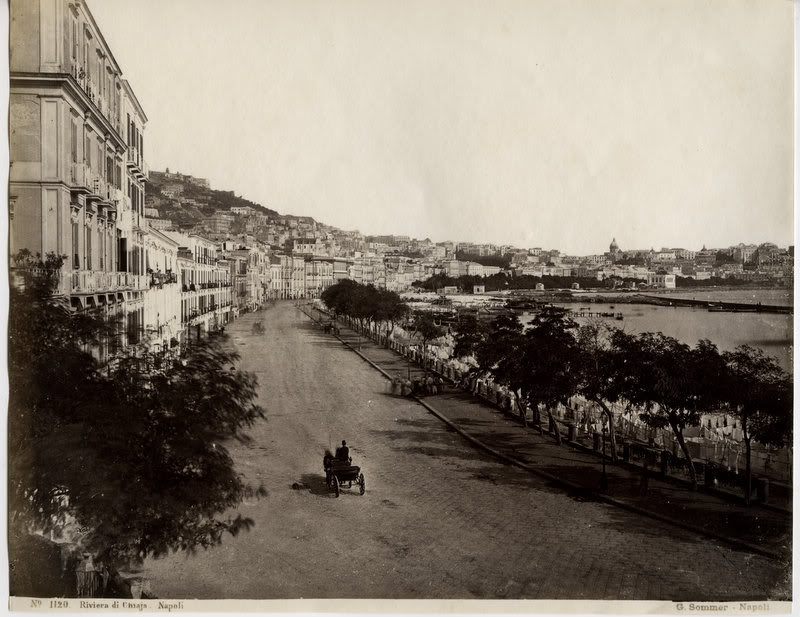
La Riviera di Chiaia nel 1865 (foto di Giorgio Sommer). Oggi la strada immortalata è via Giordano Bruno.

Il suo nome deriva dal termine latino medievale plagia, inizialmente evolutosi, localmente, in Chiaja. Su alcune lapidi viarie del quartiere si nota ancora la dicitura Chiaja, mentre su altre il quartiere è semplicemente Chiaia.

## Storia
Nella sua conformazione odierna, Chiaia, nacque nel XVI secolo, consistendo esclusivamente in un borgo al di fuori delle mura cittadine. Tutto il terreno posto per lungo tratto fra il mare e la collina del Vomero fu ornato da giardini, alberi e fontane dal viceré duca di Medina, nel 1692, sotto il regno di Carlo II.
Le piattaforme viarie furono completamente cambiate nella seconda metà dell'Ottocento, quando, attraverso una colmata a mare, si avanzò la linea costiera creando via Caracciolo e successivamente con la realizzazione, nell'ambito del Piano di Risanamento ed Ampliamento, del Rione Amedeo e di via dei Mille.
Oggi Chiaia è uno dei quartieri più eleganti della città. L’isola pedonale, che va da via Calabritto per piazza dei Martiri fino alla Riviera di Chiaia, è considerata una delle più esclusive per lo shopping partenopeo e italiano, nonché cuore pulsante della movida di quartiere.

## Monumenti e luoghi d'interesse

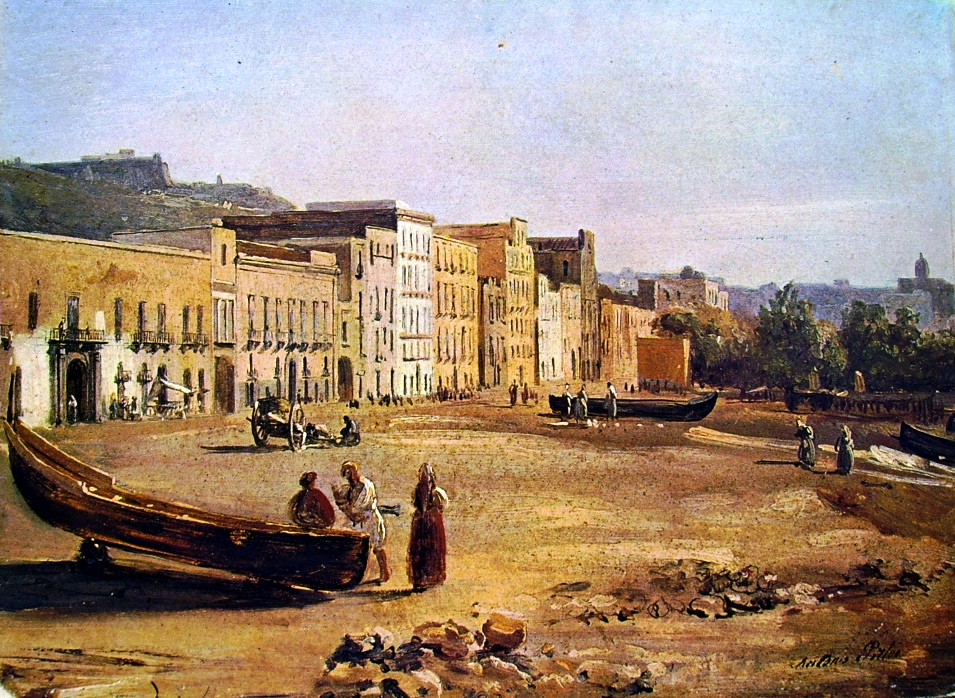
La Riviera di Chiaia in un dipinto di Antonio Pitloo di inizio secolo XIX

Il borgo di Chiaia, a partire dal XVI secolo, si sviluppò fuori del perimetro urbano, utilizzando l'accesso della Porta di Chiaia che sorgeva in prossimità dell'attuale via Santa Caterina. Il borgo era attraversato da un percorso costiero (Riviera di Chiaia) e uno interno (vico Belledonne, via Santa Teresa, piazzetta Ascensione, vico Santa Maria in Portico).
Il Duca di Noja, nel 1775, evidenziò come il borgo di Chiaia continuasse ad espandersi parallelamente alla costa. In particolare, alcuni edifici sull'odierna via dei Mille (palazzo Roccella, palazzo del Vasto, la chiesa di Santa Teresa, piazzetta dell'Ascensione), si presentavano all'epoca ricchi di giardini, ma subirono radicali trasformazioni nella seconda metà dell'Ottocento, con la sistemazione del Rione Amedeo (1859) e la realizzazione della via dei Mille (1886).
Dopo Cappella Vecchia e piazza dei Martiri si prosegue lungo via Calabritto dove, oltre il fronte laterale dell'omonimo palazzo vanvitelliano, oggetto di un recente restauro, sul lato opposto (a destra scendendo) si incontra il prospetto laterale del palazzo Satriano dove inizia la nota schiera di edifici della Riviera, della quale ricordiamo, fra gli altri, il Palazzo Pignatelli di Strongoli (1820), quello del duca di San Teodoro (1826) in stile neoclassico, la Villa Pignatelli, il palazzo Carafa di Belvedere (1823-33) e il Palazzo Caravita di Sirignano (1815).

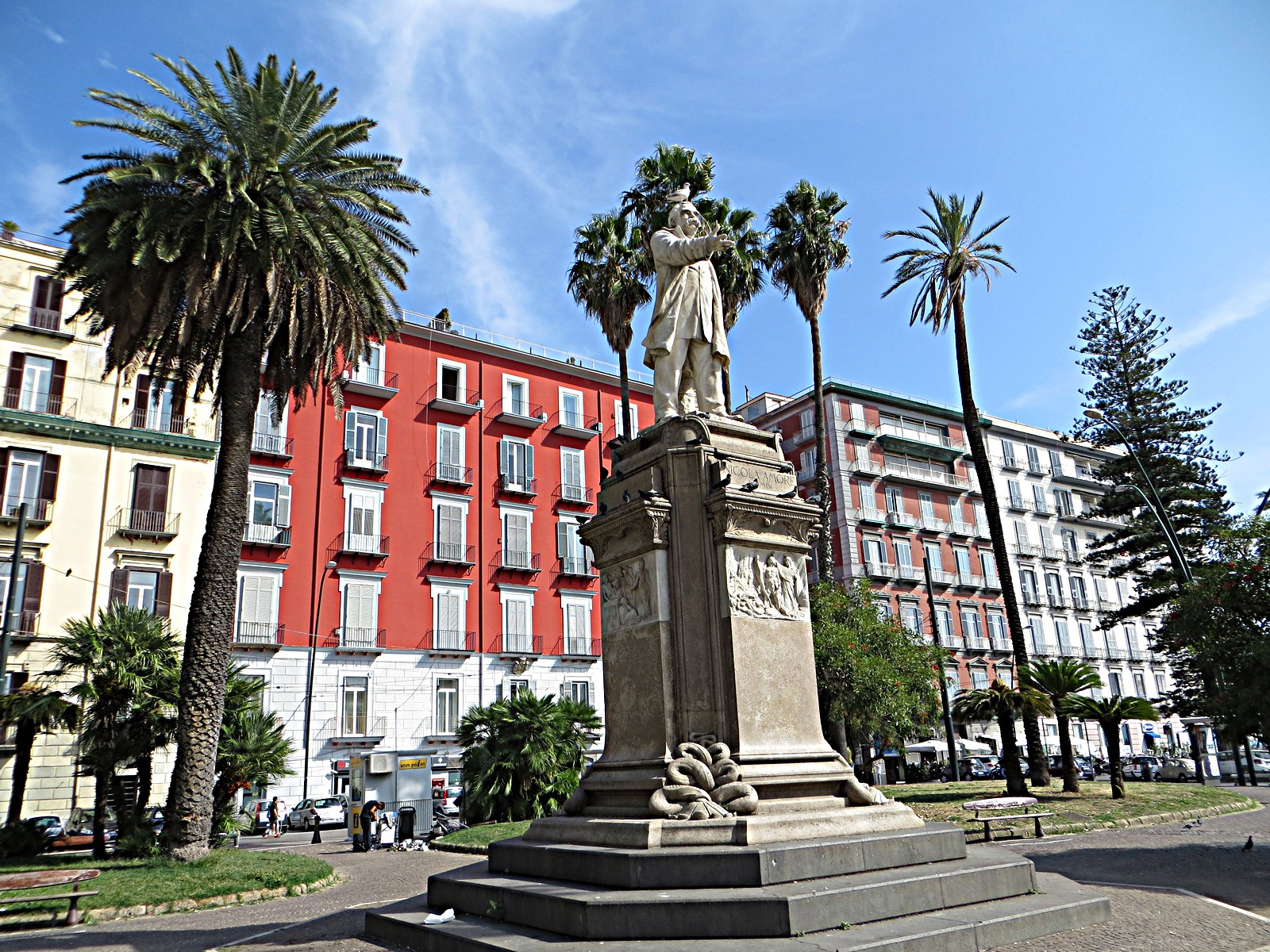
Piazza Vittoria.

Anche la chiesa di San Giuseppe a Chiaia (1666-73), del gesuita Tommaso Carrese, si inserisce all'interno del fronte della Riviera, con la facciata caratterizzata da un ampio bassorilievo in terracotta al di sopra dell'ingresso. Di fronte si sviluppa la Villa Comunale, che si estende tra piazza Vittoria e della Repubblica. Dalla Riviera di Chiaia si dipartono verso l'interno le strade ortogonali di via Ascensione a Chiaia e di via Santa Maria in Portico che conducono alle omonime chiese.
Al termine della Riviera, proseguendo lungo la via Piedigrotta, si sbocca nella piazza omonima, dominata dalla chiesa di Santa Maria di Piedigrotta, rinomata per le celebrazioni della Festa di Piedigrotta. Lungo il fianco destro della chiesa, si sottopassa la linea ferroviaria e si trova subito a sinistra, prima dell'imbocco della Galleria 4 Giornate, l'ingresso al parco della Tomba di Virgilio, sistemato nel 1930 in occasione del bimillenario della nascita del poeta. Nello stesso parco fu eretta nel 1939 la tomba di Giacomo Leopardi. Anche la memoria di un altro poeta, Jacopo Sannazaro è legata alla storia della vicina Mergellina, dove dimorò e fondò la chiesa di Santa Maria del Parto a Mergellina.
La Villa Comunale di Napoli (ex Villa Reale) consta di un'enorme Cassa Armonica decorata con vetri colorati, l'acquario (il secondo più antico d'Europa), la Casina Pompeiana, un congruo numero di statue di varie fatture e una grande mole di fontane e due spazi di esposizione in stile greco per mostre di arte moderna. Sono da citare gli innumerevoli chioschi che sorgono ai lati della villa e la vegetazione ricca di piante e alberi di forte interesse botanico.

### Elenco di monumenti e luoghi d'interesse del quartiere
- Caserma Vittoria
- Casina Pompeiana
- Castel dell'Ovo
- Castello Aselmeyer

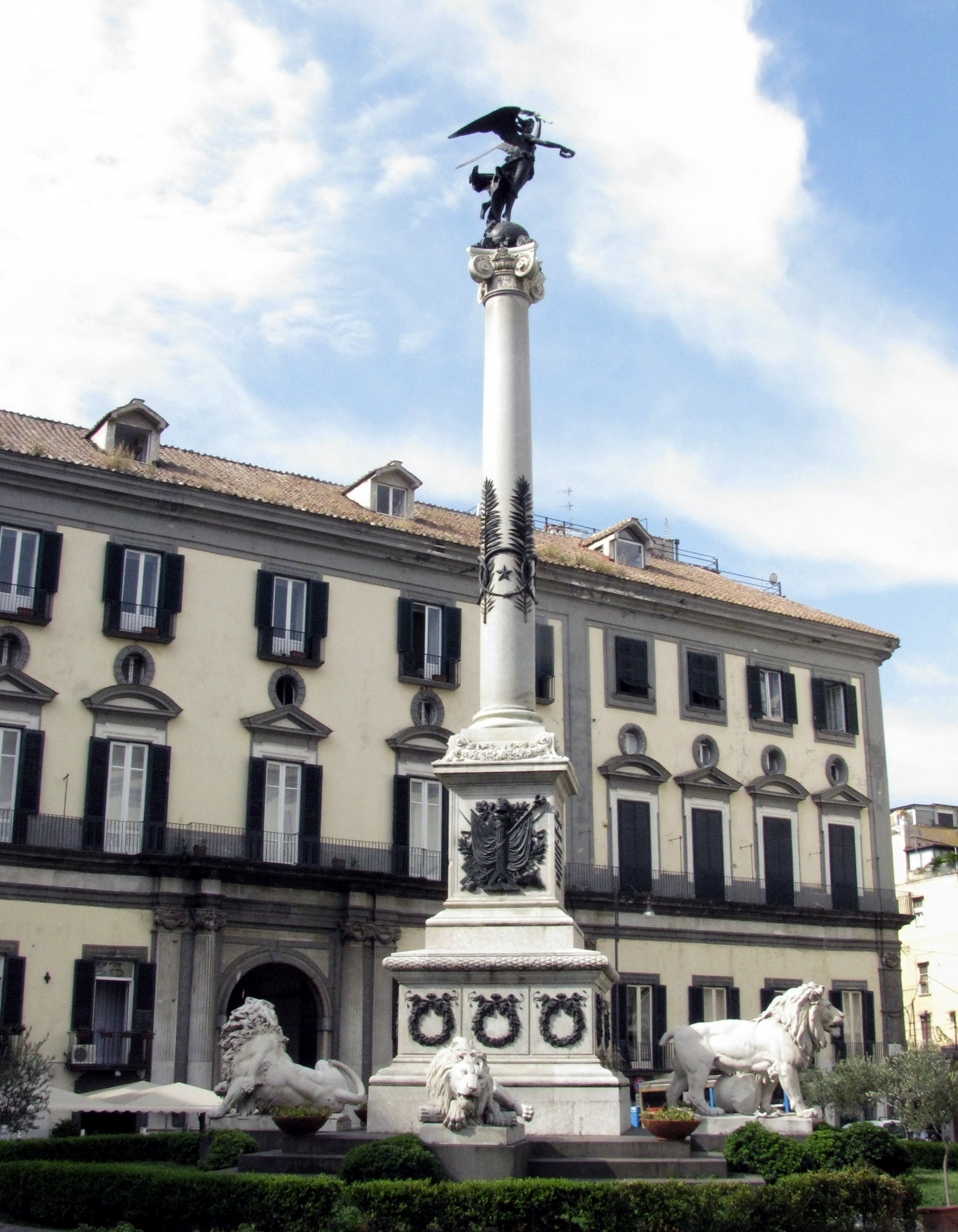
Piazza dei Martiri

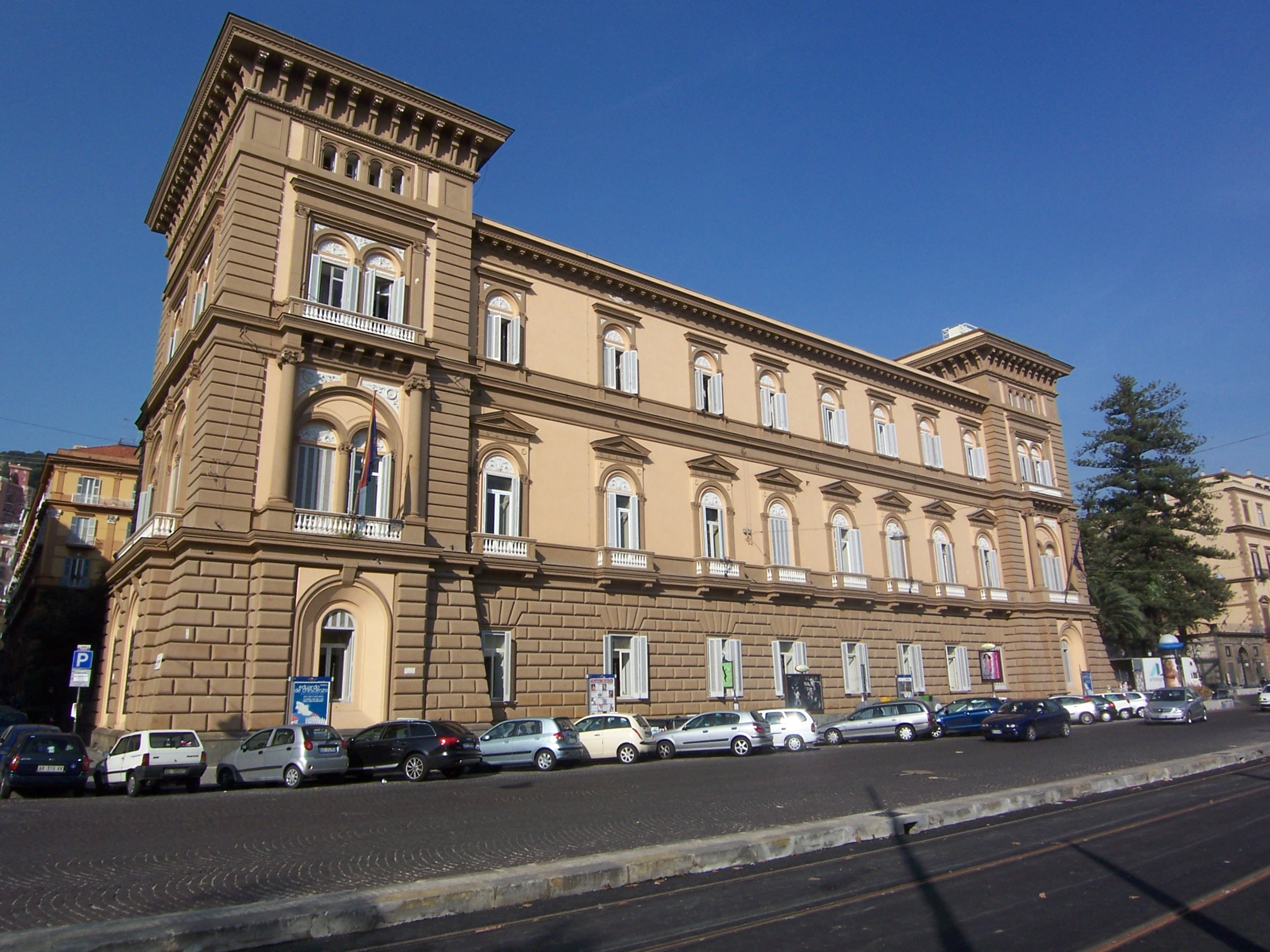
Palazzo Caravita di Sirignano dalla Riviera di Chiaia

- Chiesa di San Francesco degli Scarioni
- Chiesa dei Santi Giovanni e Teresa
- Chiesa dell'Ascensione a Chiaia
- Chiesa di San Pasquale a Chiaia
- Chiesa di Sant'Orsola a Chiaia
- Chiesa di Santa Caterina a Chiaia
- Chiesa di Santa Maria Apparente
- Chiesa di Santa Maria del Parto a Mergellina
- Chiesa di Santa Maria della Neve in San Giuseppe
- Chiesa di Santa Maria della Vittoria
- Chiesa di Santa Maria di Piedigrotta
- Chiesa di Santa Maria in Portico
- Chiesa di Santa Teresa a Chiaia
- Crypta Neapolitana
- Festa di Piedigrotta
- Monumento ai caduti di Piazza dei Martiri
- Palazzina Bile
- Palazzina di Francesco Crispi
- Palazzina Paradisiello
- Palazzina Rocco
- Palazzo Acquaviva Coppola
- Palazzo Balsorano
- Palazzo Battiloro
- Palazzo Bencini
- Palazzo Berlingieri
- Palazzo Bisignano
- Palazzo Calabritto
- Palazzo Caracciolo di San Teodoro
- Palazzo Caracciolo di Torella
- Palazzo Carafa di Roccella
- Palazzo Caravita di Sirignano
- Palazzo Carigliata
- Palazzo Cavriani
- Palazzo Cioffi
- Palazzo Civitaretenga
- Palazzo Cocozza di Montanara
- Palazzo Cottrau Ricciardi
- Palazzo D'Alessandro di Pescolanciano al Corso
- Palazzo D'Ayala
- Palazzo d'Avalos del Vasto
- Palazzo dell'Hotel Bristol
- Palazzo dell'Hotel Savoy
- Palazzo dell'Istituto Grenoble
- Palazzo Filangieri a Chiaia
- Palazzo Fusco
- Palazzo Guevara di Bovino
- Palazzo in Piazza Piedigrotta
- Palazzo in via Francesco Caracciolo, 13
- Palazzo in viale Gramsci, 10
- Palazzo in viale Gramsci, 12
- Palazzo in viale Gramsci, 14
- Palazzo in viale Gramsci, 17B
- Palazzo in viale Gramsci, 22
- Palazzo Ischitella
- Palazzo Leonetti
- Palazzo Ludolf
- Palazzo Mannajuolo
- Palazzo Mirelli di Teora
- Palazzo Nobile
- Palazzo Nunziante
- Palazzo Pandone
- Palazzo Partanna
- Palazzo Passalacqua
- Palazzo Petagna di Trebisacce
- Palazzo Petriccione di Vadi
- Palazzo Pignatelli di Strongoli
- Palazzo Ravaschieri
- Palazzo Riario Sforza
- Palazzo Ruffo della Scaletta
- Palazzo Sambiase
- Palazzo Scarpetta
- Palazzo Spinelli
- Palazzo Statella
- Palazzo Testa
- Palazzo Torlonia
- Palazzo Ulloa di Lauria
- Parco Vergiliano a Piedigrotta (Tombe di Virgilio e Giacomo Leopardi)
- Piazza dei Martiri
- Piazza della Repubblica
- Piazza della Vittoria
- Piazza Sannazaro con la Fontana della Sirena
- Piedigrotta
- Riviera di Chiaia (famosa perché protagonista di una delle prime riprese dei fratelli Lumière nel 1898)
- Acquario Antonio Dohrn (il secondo più antico d'Europa)
- Teatro Sancarluccio
- Teatro Sannazaro
- Villa Bivona
- Via dei Mille
- Via Francesco Caracciolo
- Viale Gramsci
- Villa Elvira
- Villa Pignatelli
- Villa Ruffo
- Villa Sanfelice di Monteforte
- Villa Sava
- Villa comunale di Napoli (ex Villa Reale)
- Villino Colonna di Stigliano
- Fontana del Sebeto

## Trasporti e viabilità

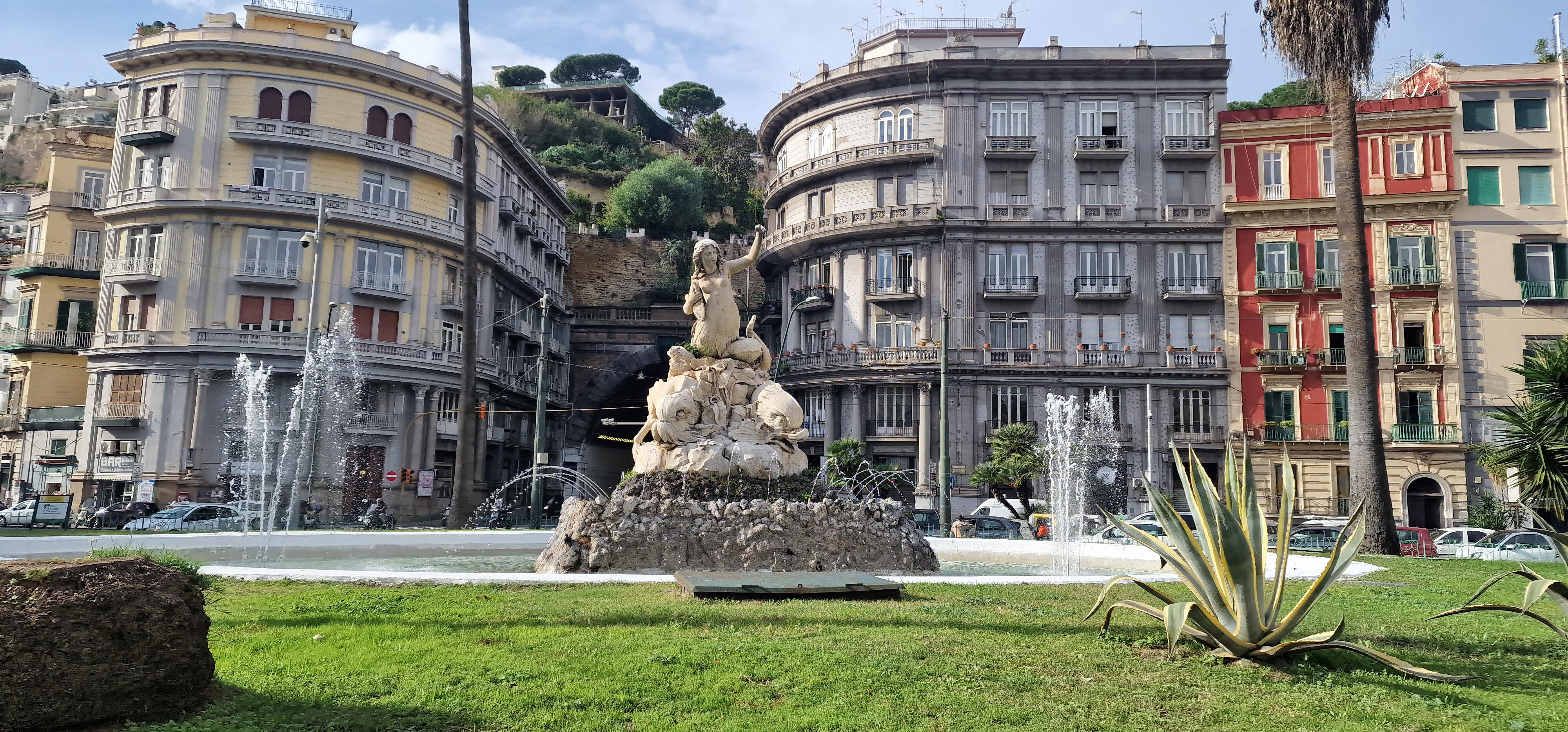
La Fontana della Sirena in piazza Sannazaro.

L'uscita della Tangenziale di Napoli più vicina al quartiere è l'uscita Fuorigrotta nell'omonimo quartiere. Il quartiere Chiaia è raggiungibile, dunque, imboccando via Giulio Cesare e immettendosi nella Galleria Laziale.
I due principali assi viari sono la Riviera di Chiaia e via Caracciolo, che percorrono in lungo i due lati della villa comunale. Le piazze principali sono piazza Sannazaro e piazza della Repubblica, mentre piazza dei Martiri, via Calabritto, via Poerio e vico Belledonne ospitano numerosi negozi d'alta moda ed altrettanti lounge bar, ristoranti e discoteche, tra i quali si consuma la movida notturna napoletana.
Rapido collegamento con il centro di Napoli è la galleria della Vittoria, progettata dall'ingegnere Michele Guadagno, scavata tra il 1927 e il 1928 sotto la collina di Pizzofalcone e aperta nel 1929. Collega via Giorgio Arcoleo (e dunque piazza Vittoria) con via Acton, strada realizzata nel 1925 e anch'essa facente parte del grande progetto di miglioramento della viabilità della parte occidentale della città.
Il quartiere è servito, oltre che dai bus cittadini, dalla stazione Parco Margherita della Funicolare di Chiaia, dalle stazioni Piazza Amedeo e Mergellina della linea 2, dalle stazioni Mergellina, Arco Mirelli, San Pasquale e Chiaia della linea 6 della metropolitana di Napoli e dalla stazione di Corso Vittorio Emanuele della Cumana.